# 熱血硬派くにおくん外伝 River City Girls
『熱血硬派くにおくん外伝 River City Girls』（ねっけつこうはくにおくんがいでん リバーシティガールズ）は、2019年9月5日にアークシステムワークスから発売されたゲームソフトであり、くにおくんシリーズのスピンオフ作品。Nintendo Switch、PlayStation 4、Windows、Xbox One向けに発売され、2022年にはPlayStation 5版も発売された。
日本のシリーズであるが、本作は海外企業であるWayForward Technologiesによって開発されている。1994年に日本でのみ発売された『新・熱血硬派くにおたちの挽歌』を原点としており、同作の操作キャラであった「みさこ」と「きょうこ」が主人公を務める。後に『挽歌』もWayForwardによってローカライズ移植版が開発され、『新・熱血硬派 くにおたちの挽歌 -with River City Girls Extra-』（洋題『River City Girls Zero』）のタイトルで2022年に改めて本作の原点として発売されている。
2022年12月1日には続編の『熱血硬派くにおくん外伝 リバーシティガールズ2』が発売された。同時に本作と『RCG2』をセットにしたパッケージ版『熱血硬派くにおくん外伝 リバーシティガールズ1・2』も発売されている。

## 概要
『新・熱血硬派くにおたちの挽歌』に登場した「みさこ」と「きょうこ」を操作して進むベルトスクロールアクションゲームだが、同作とはキャラクターのデザインや設定が大きく異なる。アメコミやアニメなどが混ざった「Kawaii」系のデザインの「ツッパリキュート」な雰囲気を築き、過去のシリーズ作品とも違う独自の世界観となっている。「女の子だからって、なめんなよ！」のキャッチコピーの通り、本作は主人公が女子高生であると同時に敵にも多数の女性キャラが登場し、男女の隔て無く殴り合いの喧嘩を繰り広げる内容となっている。シリーズの雰囲気は踏襲されており、キュートな見た目とは裏腹にえげつないハチャメチャなバトルが展開される。
基本設定は『挽歌』と同様に熱血硬派シリーズをベースとしているが、ダウンタウンシリーズやスポーツシリーズの登場人物も多数登場する。また、『ダブルドラゴン』『コンバットライブス』と言った『くにおくん』と同じテクノスジャパンのゲームからのカメオ出演もある。
過去の「くにおくん」シリーズでのキャラクターは『ダウンタウン熱血物語』を基本とした3頭身で描かれることが多かったが、本作では少し頭身が上がった4頭身のドット絵で描かれ、滑らかなアニメーションを実現している。従来のドットキャラはチュートリアルに登場する。
音声は全て英語のみであり、日本語はテキストのみとなっている。次回作『RCG2』および、移植版『挽歌』の追加ムービーでは日本語音声が付いた。一部のイベントシーンではプリシラ・ハンビィによるマンガデモムービーが流れる。また、ボス戦前はアニメーションによるボスの登場ムービーが入る。

## システム
ゲームシステムは『挽歌』ではなく『ダウンタウン熱血物語』や『熱血硬派くにおくん すぺしゃる』に近く、各地を探索しつつ敵を倒して金を稼ぎ、ショップでアイテムを購入してはステータス強化を行いつつ先に進んでいく。ゲームは全6エリアで構成され、ボスを見つけ出して倒さなければ次のエリアに進めない。ボスと戦うためには各所にあるイベントをクリアしなければならない場合もある。
プレイヤーはみさこかきょうこのどちらを操作するか選択する。『挽歌』と違ってゲーム中は変更不可。1度ゲームをクリアするとくにおとりきも選べるようになる。フレンドリーファイア（2Pプレイ時の同士討ち）の有無は選択可能。
体力が無くなると倒れてゲームオーバーだが、所持金の4分の1が減るだけで同じエリアから即座に再開となる。これは敵を強く設定して難易度を上げた一方でゲームオーバーのペナルティを低くすることでバランスを取っているため。2Pプレイの場合は一方がやられると、体から霊魂が抜け出る演出が入り、消える前にこれを踏み付けて無理矢理肉体に押し戻すと復活させることが可能。
戦闘はクイックアタック、ヘビーアタックを基本とし、ガード、ジャンプの他、特殊ゲージを消費して放つ特殊技が使用可能。特殊技は道場で購入する。フィールド上で最後の1体になった敵は命乞いをする場合があり、舎弟にすることが可能（倒してもよし）。舎弟は任意のタイミングで呼び出して援護をさせられるが、敵の攻撃が当たって体力が無くなると呼べなくなる。舎弟は常に1人のみで、新しい舎弟を得ると古い舎弟はいなくなる。1度でも舎弟にした者はリストに記録される。
今作では経験値を稼いでレベルアップするシステムが採用されている。レベル上限は30。従来のようにショップで購入したアイテムを使用して強化も可能だが、強化は各アイテムの初回使用時のみ行われる。また、能力を強化する装備品「ファッションアイテム」も存在する。
各所に任意で挑戦可能な「クエスト」も存在し、クリアすれば報酬がもらえる。

## ストーリー
みさこは補習授業（他言語では居残り授業）に悶えており、きょうこは自分の学校をサボってその横でスマホをいじっていた。突如、きょうこはくにおとりきが謎の人物にワゴン車に乗せられている写真を目撃する。これが誘拐だと考えたみさこときょうこは教室を飛び出していく。くにおとりきを攫った誘拐犯を叩きのめし、二人を助け出すために。

## 登場人物
一部を除いていずれも過去作や関連作に登場したキャラクターであり、本作の世界観に合わせた設定付けを成されて登場する。

### プレイアブルキャラクター
みさこ
声：ケイリー・ミルズ
本作の主人公。リバーシティ高校（熱血高校）の生徒。可愛いものは好きだが女の子らしく振る舞うのが大嫌いで、感情表現がつい攻撃的になりがち。コンビのぶっ込み担当であり、重いパンチで敵を吹き飛ばす。くにおの事が好き。補習授業を受けていたが、くにおとりきが何者かに誘拐された事を知り、彼らを助け出すべく立ち上がる。『挽歌』や熱血硬派シリーズのヒロインとしてのみさこはいずれも髪の色が青で統一されていたが、本作では黒髪になっている。
きょうこ
声：キラ・バックランド
本作のもう一人の主人公。みさことは別の高校（花園学園）の生徒だが、みさことは大の仲良し。本作では天然ボケのキャラクターで口調も優しくなっているが、立ちはだかる相手には容赦せず、身軽さを生かしたキックで敵を蹴散らす。りきの事が好き。髪は『挽歌』の茶色からオレンジになっている。
くにお
声：グレッグ・チュン
シリーズ主人公である熱血硬派。みさこのボーイフレンドで誰からも慕われる正義の不良だが、冒頭にてりきと共に何者かに車に乗せられていた。
実は誘拐などされておらず、みさこ達が戦っている頃には銭湯でりきと共に寛いでいた。真相は日本語版と他言語版で異なり、他言語版では実はボーイフレンドというのはみさこの一方的な思い込みで、くにお自身はみさこの事を覚えてすらおらず、本当ははせべと付き合っていた。日本語版ではそれらの設定は無くみさことも親しいが、誘拐の件はどこかの女子校の生徒をナンパしていたのが真相であった。アップデートで追加されたエンディングではナンパやはせべに対しての件は無くなり、みさこをハンバーガーショップに誘う結末となる。いずれにせよ、彼らの誘拐を疑うような写真が何故きょうこのスマホに届いたのかは謎のまま終わる。
ゲームをクリアするとプレイアブルキャラとして選択可能となる。『RCG2』では正式に主人公の一人となり、最初から選択可能。
りき
声：カイジ・タン
くにおのライバルにしてマブダチ。きょうこのボーイフレンド。本作では普段はクールだが感情が昂ると熱くなる性格になっている。くにおと共に何者かに車に乗せられる。
くにお同様に誘拐の件は誤解であり、エンディングでは銭湯で寛いでいる。他言語版ではきょうこを覚えておらずまみと付き合っているが、日本語版ではその設定は無い。アップデートで追加されたエンディングではくにお同様にナンパやまみに対しての件は無く、きょうこと共にハンバーガーショップに向かう。
くにお同様、ゲームクリア後にプレイアブルキャラ化する。『RCG2』では最初から選択可能。

### サブキャラクター
川上先生
『ダウンタウン熱血べーすぼーる物語』に登場した熱血高校の数学教師で、本作ではみさこの補習を担当していた。くにおとりきの誘拐を知って騒ぎ出したみさこときょうこに注意するも反抗されて萎縮する。
日本語以外ではディレクターのバノン・ルディスにちなんだ「Mr. Rudis（ルディス先生）」という別人になっている。
ごだい
ダウンタウンシリーズに登場する谷花高校の生徒。神出鬼没の情報屋であり、各地のゴミ箱から現れてはサブクエストを斡旋する。本作の設定では奇怪な変人となっており、悪人ではないがその性格からみさこ達に嫌われている。
ひろし
熱血硬派シリーズに登場するくにおの親友。今回はくにおとの絡みや不良に殴られるシーンは無い。みさこらがショッピングモールに入る際に協力する。本作では自分の人生を「かなりつまんない」と評するなど、どこか厭世的な性格となっている。
ようこ
『いけいけ熱血ホッケー部』に登場した百合ヶ丘女子高校ホッケー部のキャプテン。本作でもホッケー部のユニフォーム姿で登場する。みさこ、きょうこと顔見知りであり、写真に写っている誘拐犯のジャケットからひばりの情報を教える。
スカルマゲドン
『ダブルドラゴン ネオン』の敵役だった骸骨の怪人。今作ではリー兄弟に敗れた後という設定であり、改心して質屋を営んでいる。みさこ達にひばりへの貢物となる純金の猫を売る。再訪時には何故か和菓子とメロンソーダしか売らなくなっている。
なりたか
『熱血高校ドッジボール部』に登場した花園学園のメンバー。本作ではりきを先輩と仰いで憧れる少年であり、ダウンタウンで喧嘩のトレーニングに明け暮れている。アボボの情報を提供する。
ケンジ
『くにおの熱血闘球伝説』に登場した高校生。本作ではダウンタウンに登場する。クレーンを動かすための鍵をゾンビだらけのゴミ圧縮機に落とし、みさこ達に取りに行かせる。何故か名前が「？？？」となっており、名乗りたがっていたが名乗れなかった。
ブルノフ
ダブルドラゴンシリーズのボス。本作ではノイズのライブ会場で警備員を務めている。原作のようなモヒカンではなくなっており、また、日本語版では女性口調で話す。
みほこ
『熱血硬派くにおくん 番外乱闘編』における熱血高校のマドンナ。本作では可愛い動物が好きという設定になっており、みさことも同級生だが当の動物にもみさこにも苦手意識を持たれている。
かおり
『いけいけ!熱血ホッケー部』に登場した熱血高校の新聞部員。本作では新聞部かどうかの言及は無く、原作の公式イラストのような眼鏡も掛けていない。みさこときょうことも友達で、彼女達と一緒に遊びたがっているがいつも声を掛けるのに失敗している。ノイズの情報を提供する。

### ボスキャラクター
みすず
声：ライラ・ベルジンス
熱血硬派シリーズお馴染みのスケ番。くにおやりきを上回るガタイは健在で、今作では壁をぶち破るほどの怪力を見せる。金が欲しいらしく、他校の生徒でありながらリバーシティ高校の警備員のアルバイトをしている。リバーシティ高校のボスで、その巨体と怪力を生かした力任せの攻撃を仕掛ける。
やまだ
声：グリフィン・プアトゥ
ダウンタウンシリーズの宿敵。本作の設定では、この街に引っ越してきた10歳の頃にくにおと親友になったが、転校生のはせべに一目惚れし、そのはせべがくにおと親しくしている光景を目の当たりにした事で、悪のパワーを求めたことになっている（はせべを交えたくにおへの僻みによって歪んでしまっているのは他作品と同様）。クロスタウンのボス。本作では「悪のパワー」は本物の黒魔術のようなものになっており、テレポートや念動力と言った超常的な能力を用いて戦う。
ひばり
声：メアリー・ジョセフィン・ハンソン
本作オリジナルキャラ。若者に大人気のインディーズのファッションデザイナーで、魔法のような仕立て技術の持ち主だが、白い肌と黒く染まった不気味な芸妓のような格好をしている。直接デザインを依頼するには純金製の貢物を持って行かなければならない。「ファッションは人生」と捉えており、（彼女から見たら）見るに堪えない格好をしているみさこときょうこを「ホームレス高校生」と呼び、更には失礼な態度を取ったみさこへの怒りから戦いを挑んで来る。アップタウンのボス。戦闘では奥行の無い横スクロールアクション風の画面になり、空中を浮遊しながら針、糸による攻撃や、弾幕系シューティングのようなショットを放ってくる。
アボボ
声：パトリック・セイツ
ダブルドラゴンシリーズのボス。筋肉を愛する巨漢。廃線になった地下鉄ターミナルに住む。本作では誘拐と強盗で生計を立てる悪党だが、最近はあまり稼げないらしく、警備員のバイトや教育ビデオの出演にも励んでいる。ダウンタウンのボス。みすず同様のパワーファイターだが、戦闘では瓦礫による攻撃や地面を殴りつけて広範囲に衝撃を起こすなど、より力任せの戦法を取る。
ノイズ
声：エリカ・ハーラーチャー、歌：ミーガン・マクダフィー
本作オリジナルキャラ。世界的に人気のハードロック系ギターボーカリストで、オーシャンハイツの船の上でライブを開いている。本名は「のぞみ」。きょうことは小学時代の友達だった。転校したばかりで友達のいなかった頃に唯一話し掛けてきたきょうこと仲良くなったものの、その僅か一ヶ月後にきょうこが問題行動を起こして学校を去った事で再び孤独になったらしい。その為、きょうこに対して良い感情は抱いていない。ファーストアルバムの資金を出したのはさぶだったらしく、ノイズ自身はその事を後悔している。戦闘ではステージ上からリズムゲームのアイコンのような攻撃を仕掛け、ステージ下ではギターを用いた格闘戦を行うほか、観客も妨害するかのようにフィールド内に入って来る。
さぶこ
声：ザンテ・フイン
本作オリジナルキャラ。熱血硬派シリーズの宿敵であるさぶの娘であり、三和会の若頭。服役中の父に代わって組を仕切っている。きょうこが思わず「想像してたより可愛い」と言うほどの美女だが、佇まいは極道そのものであり、服役中の父に代わって組をまとめている。構成員には女ヤクザも多い（みさこ曰く「かっこいい」）。三和会タワーのボスにして本作のラストボス。戦闘では父のように拳銃こそ使わないが、日本刀を携えては分身や瞬間移動を駆使し、組の構成員も嗾けてくる。
はせべ
声：クリスティーナ・ヴァレンズエラ
ダウンタウンシリーズのヒロイン。本作ではくにおを巡るみさこのライバルであり、まみと共に各所に現れては主人公コンビに対して終始嫌味な態度を取る。終盤には自身がくにおの彼女だと豪語し、みさこを嘲笑う。日本語以外の言語の通常エンディングではその通りの結末となる。
条件を満たすと、三和会タワー最上階にてまみと共に隠しボス（真のラストボス）としてさぶこの代わりに現れる。戦闘ではまみと連携を取り、二人で回転しながら飛び掛かったり、まみを玉乗りのように乗りこなしつつハートを飛ばすなど、奇怪な攻撃を仕掛けてくる。体力は二人で共有だが体力が尽きても倒れるのはとどめの一撃を当てた方だけであり、もう一方がパワーアップして無敵化し、戦闘が続行する。そのまま攻撃しても倒せないが、実は弱点は倒れている方である。
敗北後は上記の展開の理由とシリーズにおける互いの立場の違いをメタフィクションを交えつつ暴露するが、最後はまみ共々タワーから蹴り落とされた。アップデート後は彼女らを倒した場合はエンディングが変化するようになった。
まみ
声：サラ・ウィリアムズ
ダウンタウンシリーズにおけるりきの恋人。本作ではりきを巡るきょうこのライバルであり、はせべと共に主人公コンビを挑発する。終盤には自身こそがりきの彼女だと宣言し、条件を満たすとはせべと共に最後の敵として立ちはだかる。本作でははせべと同等の強さを誇り、彼女との連携攻撃を繰り出してくる。
敗北後は「あんた達、あの二人と16bitゲームで一回デートしたくらいじゃない」と明け透けにメタ発言を口にするが、はせべ共々タワーから蹴り落とされた。

### カメオ出演
ストーリーには絡まないが、各地のショップなどに出演しているシリーズキャラクター。
しんじ
熱血硬派シリーズに登場する暴走族。本作ではアップタウンのアパレルショップの店員。
くみこ
『熱血硬派くにおくん』に登場したスケ番。本作ではオーシャンハイツのサウナの店員。
おにづか
ダウンタウンシリーズに登場する冷峰学園の元生徒会長。本作ではダウンタウンの飲料品店の店員。
にしむら
ダウンタウンシリーズに登場する白鷹工業高校の生徒。本作ではダウンタウンの書店の店員。
ももぞの
ダウンタウンシリーズに登場する熱血高校の生徒。本作ではクロスタウンのアイスクリーム店の店員。
とうどう
ダウンタウンシリーズに登場する悪役の一人。本作ではクロスタウンのハンバーガーショップの店員。
あいはら
ダウンタウンシリーズに登場する冷峰学園の生徒。本作ではオーシャンハイツにあるビュッフェの店員だが、『くにおくんの時代劇だよ全員集合』における壺振りの格好になっている。
かみじょう
やまもと
ダウンタウンシリーズに登場する影村学園の二人組。とあるクエストで破壊可能な自動車に二人揃って乗っている。
ぶれいばあ
『熱血高校ドッジボール部 強敵!闘球戦士の巻』に登場したヒーローチームのメンバー。本作ではダウンタウンの薬局の店員。
れいか
『ダウンタウン熱血べーすぼーる物語』に登場する冷峰学園の生徒。本作ではクロスタウンのアパレルショップの店員。
さおり
『ダウンタウン熱血物語ex』に登場する清金女子高校の生徒。本作ではクロスタウンの菓子店の店員。
ジミー・リー
ビリー・リー
ダブルドラゴンシリーズの主人公兄弟。ジミーはクロスタウンで、ビリーはオーシャンハイツで道場を開いている。『RCG2』ではダウンロードコンテンツにてプレイアブルキャラとなる。
マリアン
ダブルドラゴンシリーズのヒロイン。本作ではダウンタウンで盗品を売っており、『RCG2』にてメインキャラに昇格する。『RCG2』では猛トレーニングで鍛え上げた肉体を持つという設定になっているが、本作の時点で既にその容姿で登場している。
ブローヴァ
『コンバットライブス』の主人公の一人。本作ではクロスタウンのアパレルショップの店員。
マーサ・スプラッターヘッド
『コンバットライブス』のラストボス。本作ではオーシャンハイツのレストランの店員。

## スタッフ
- アダム・ティアニー（ディレクター、シナリオ）
- バノン・ルディス（アシスタントディレクター、シナリオ）
- デビッド・ホワイト（プロデューサー）
- 金子宝巨（プロデューサー）
- ニック・ガルシア（レベルデザイナー）
- ミーガン・マクダフィー（作曲、一部ボーカル）
- チップゼル（ボステーマ作曲）
- クリスティーナ・ヴァレンズエラ（声優監督、オープニングボーカル）
- ネイサン・シャープ（主題歌作曲、エンディングボーカル）
- ケビン・サミュエルズ（リードオーディオデザイナー）
- プリシラ・ハンビィ（イラストレーション）
- ジョーダン・ヴァイン（VFXアーティスト）
- 古谷亮輔（アシスタントディレクター）
- 森利道（チーフプロデューサー）
- クリス・ワトソン（エグゼクティブプロデューサー）
- 木戸岡稔（エグゼクティブプロデューサー）
- 岸本良久（スペシャルサンクス）
- 吉田晄浩（スペシャルサンクス）
- 関本弘之（スペシャルサンクス）

## 開発
監督・脚本のアダム・ティアニーはファミコン時代からのシリーズファンであり、「くにおくん」が日本ではアメリカよりも大きなブランドである事も知っていたが、『挽歌』については知らなかった。また、WayForwardでは『River City Ransom』（海外版『ダウンタウン熱血物語』）が伝説的なタイトルとして人気があり、スタジオでいつか作ってみたい気持ちがあった。ある日、WayForwardの別のディレクターから『挽歌』を紹介され、みさこときょうこに惚れ込んだティアニーはアークシステムワークスに彼女らに焦点を当てたゲームを提案し、受け入れられた。しかし『挽歌』が日本以外で発売されておらず、他にも欧米で発売されていないシリーズ作品も多い事実から、本作をプレイする人でシリーズを知らない人も少なくないであろうことを念頭に置き、ストーリーは本作独自で成り立つように設計された。ティアニーは本作のアイデアをアークシステムワークスに提案した際、シリーズ中ではくにおとりきのパートナーとしてみさこときょうこではなく、はせべとまみが登場する作品の方が多いことを知り、話し合いの末に彼女らをライバルの関係とする方向に決定した。
アシスタントディレクターであるバノン・ルディスはWayForward入社前は『River City Ransom: Underground』（『River City Ransom』の続編）を手掛けており、本作においてはシリーズをより表現力豊かで大袈裟なものとして作ることを目標としていた。『大乱闘スマッシュブラザーズ』や『ドラゴンボール ファイターズ』を参考に、少ないボタンで操作可能にすることであらゆるプレイヤーが個々の攻撃を繰り出せるようにすると同時に、熟練の格闘ゲーマーにはコンボを繋げたり攻撃方法を模索させる奥深さを持たせている。

## 評価
MetacriticではそれぞれNintendo Switch版とPlayStation 4版は79/100。Xbox One版は80/100の評価を受けている。概ねゲームのアートスタイル、グラフィック、ユーモアのセンス、サウンドトラック、二人プレイが賞賛された。一方、格闘アクションの繰り返しの多さや装備品などのRPG要素の重要性の低さを指摘する意見もあり、戦闘もジャンル経験者向けで未経験者には勧めづらいと評されてもいる。
エンディングについての不満も指摘されており、IGN Japanでは「ストーリーの伏線回収が弱くカタルシスに欠ける。ジャンル未経験のゲーマーには苦労に見合うエピローグではない」と評されている。これらの不満に応えるように翌2020年5月14日のアップデートでエンディングが変更され、隠しボスを倒した場合は大団円を迎えられるようになった。